# 船橋安徒生公園
35°45′35.97″N 140°3′46.58″E / 35.7599917°N 140.0629389°E

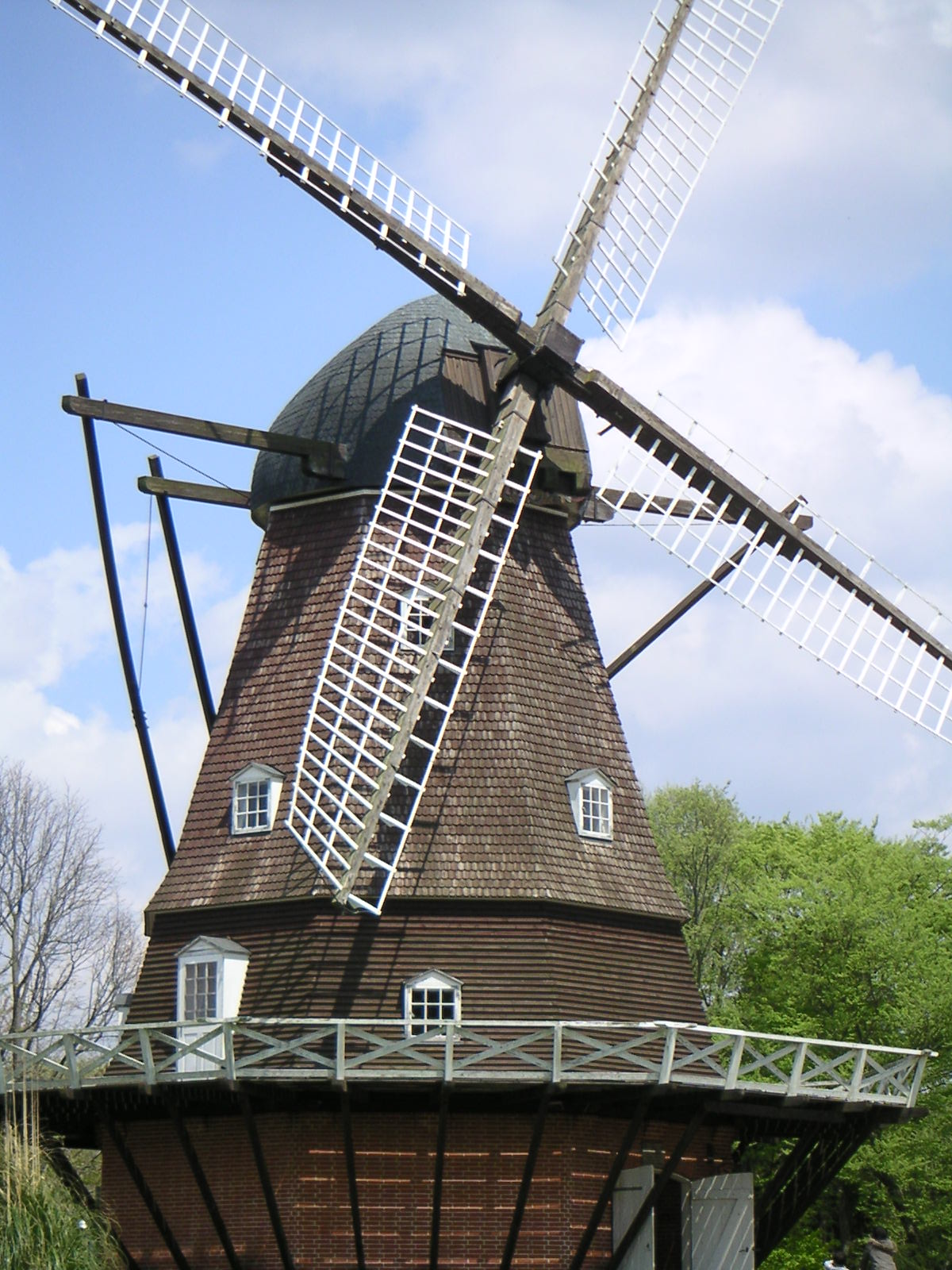
公園内「童話之丘」的風車

船橋安徒生公園是位於日本千葉縣船橋市金堀町的城市公園，占地面積36.7公頃，現由公益財團法人船橋市公園協會負責經營。
曾在貓途鷹「2015年世界遊客人氣觀光景點」的排名中，獲得日本主題公園項目的第三名，僅次於東京迪士尼樂園及東京迪士尼海洋。。在「2015年亞洲人氣主題公園」則是列在第十位。

## 發展歷史
1987年船橋市為慶祝改制為市50年，成立了此公園，最初的名稱為「頑皮王國」。由於船橋市和丹麥童話作家安徒生的故鄉奧登斯為姊妹都市，1996年在「頑皮王國」旁增設了「童話之丘」、「兒童美術館」兩個主題區域，並將公園名稱更名為現在使用的「船橋安徒生公園」。
2007年及2011年，又再增設了「自然體驗區」及「花之城區」兩個主題區域。

## 園內設施
園區內分為主個主題區。
- 頑皮王國區（ワンパク王国ゾーン）
- 童話之丘區（メルヘンの丘ゾーン）
- 自然體驗區（自然体験ゾーン）
- 兒童美術館區（子ども美術館ゾーン）
- 花之城區（花の城ゾーン）

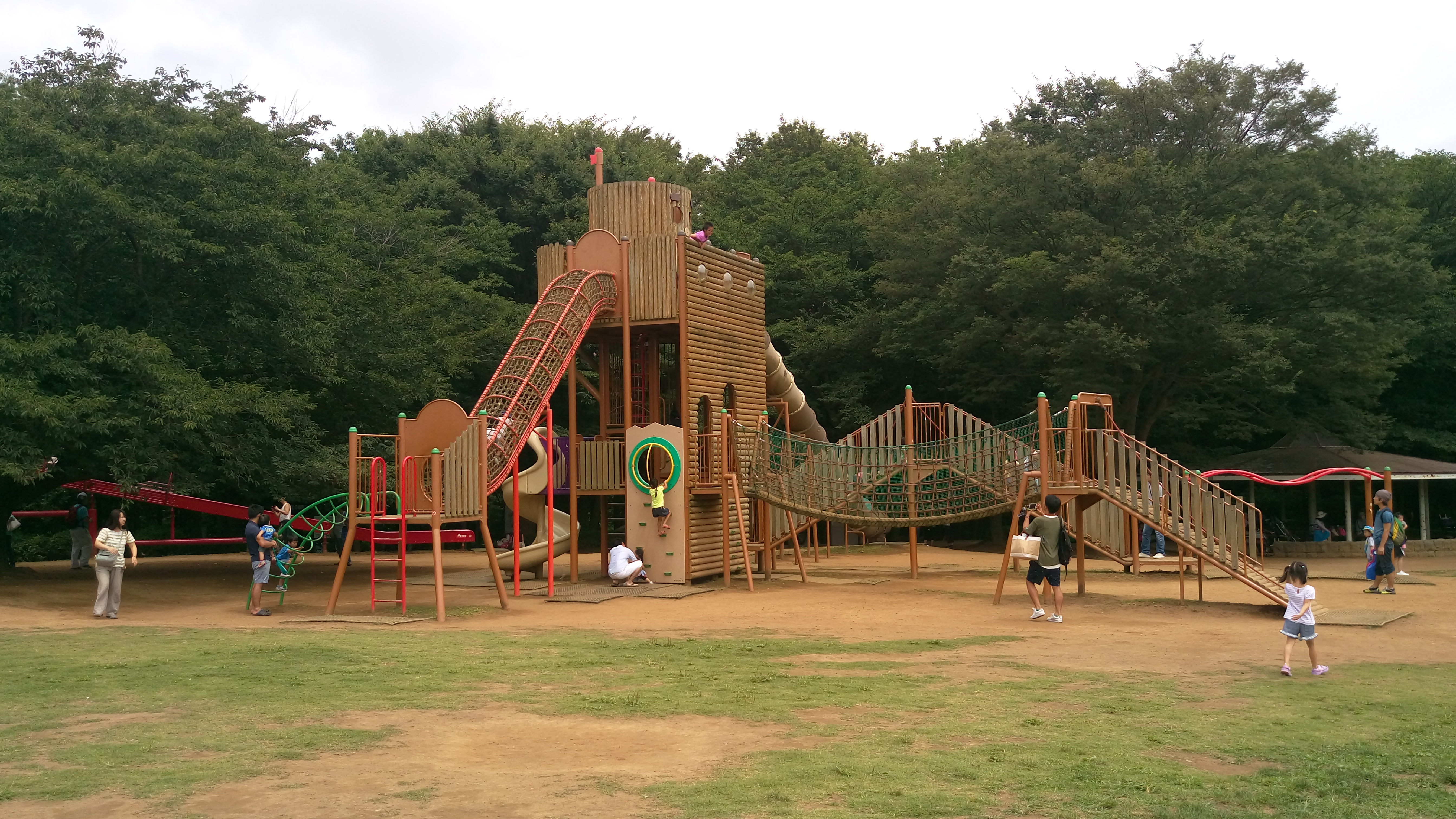
頑皮王國區的重右衛門塔
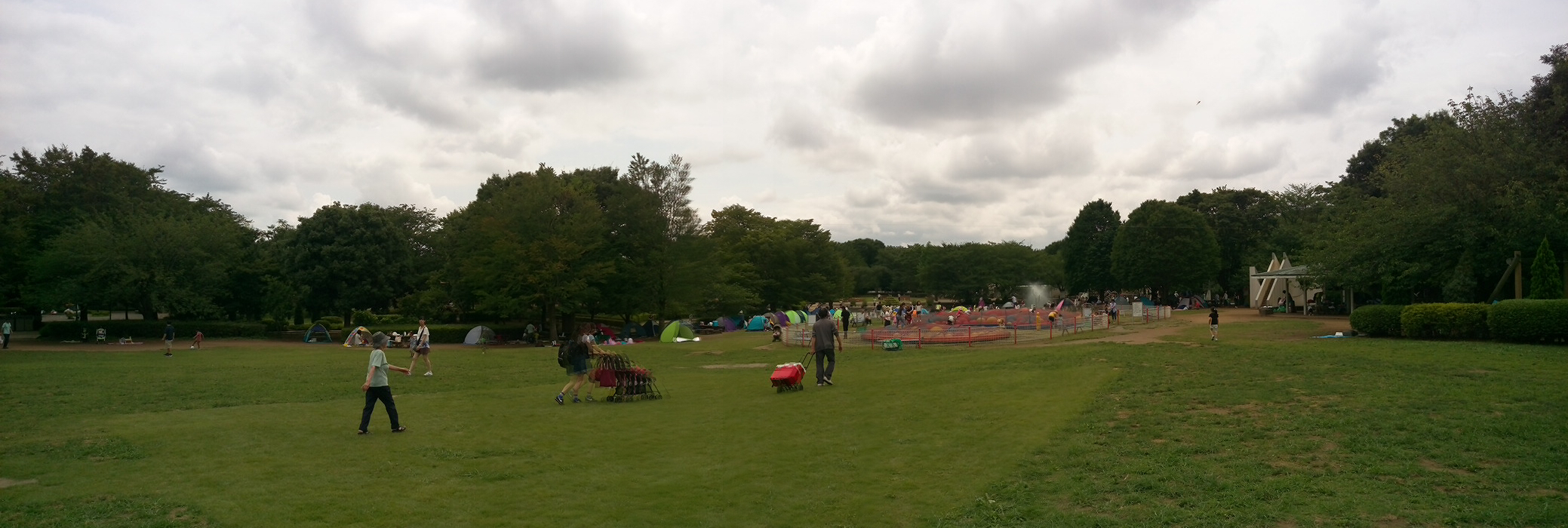
頑皮王國區的草原廣場
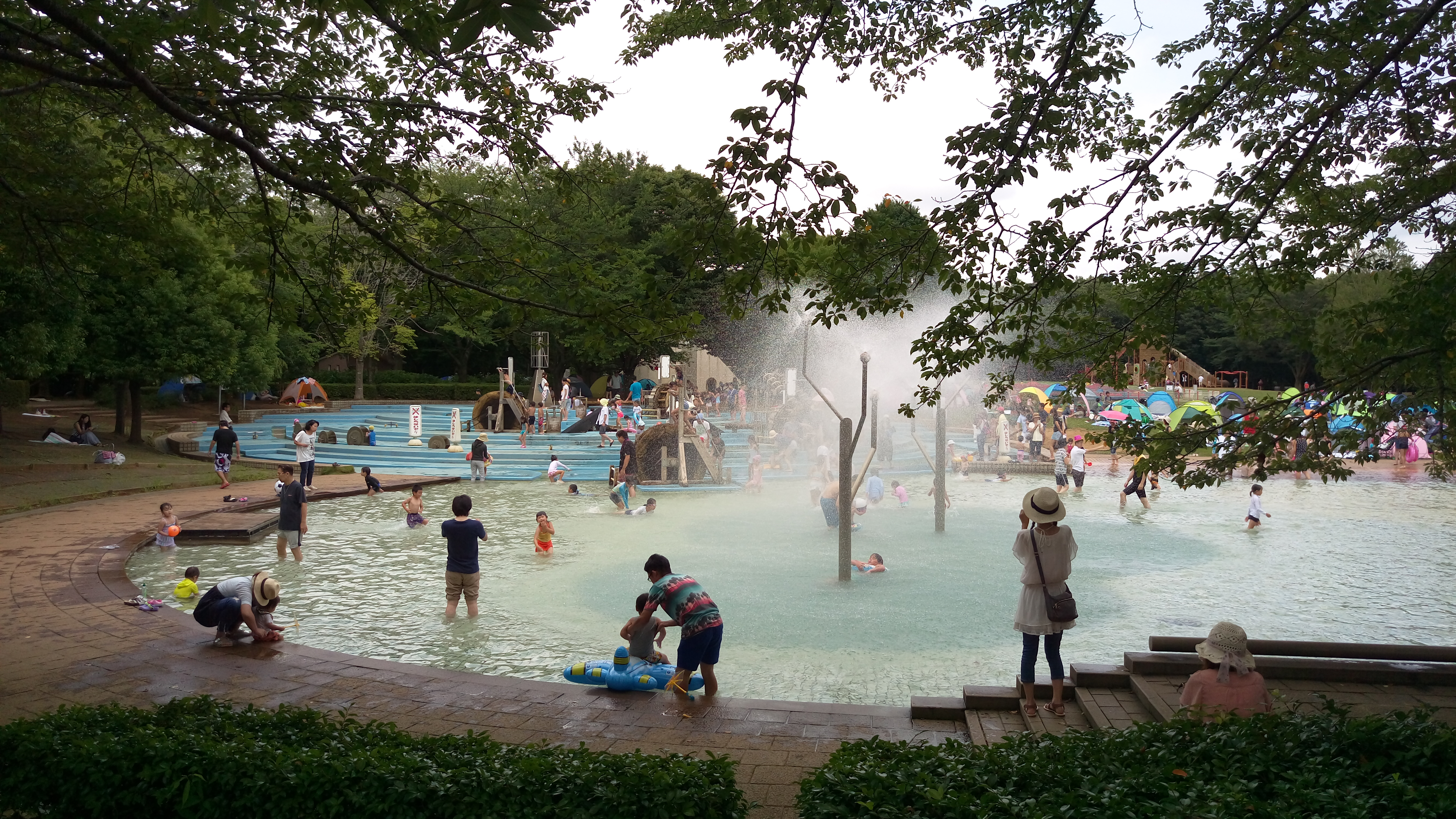
頑皮王國區的彩虹池
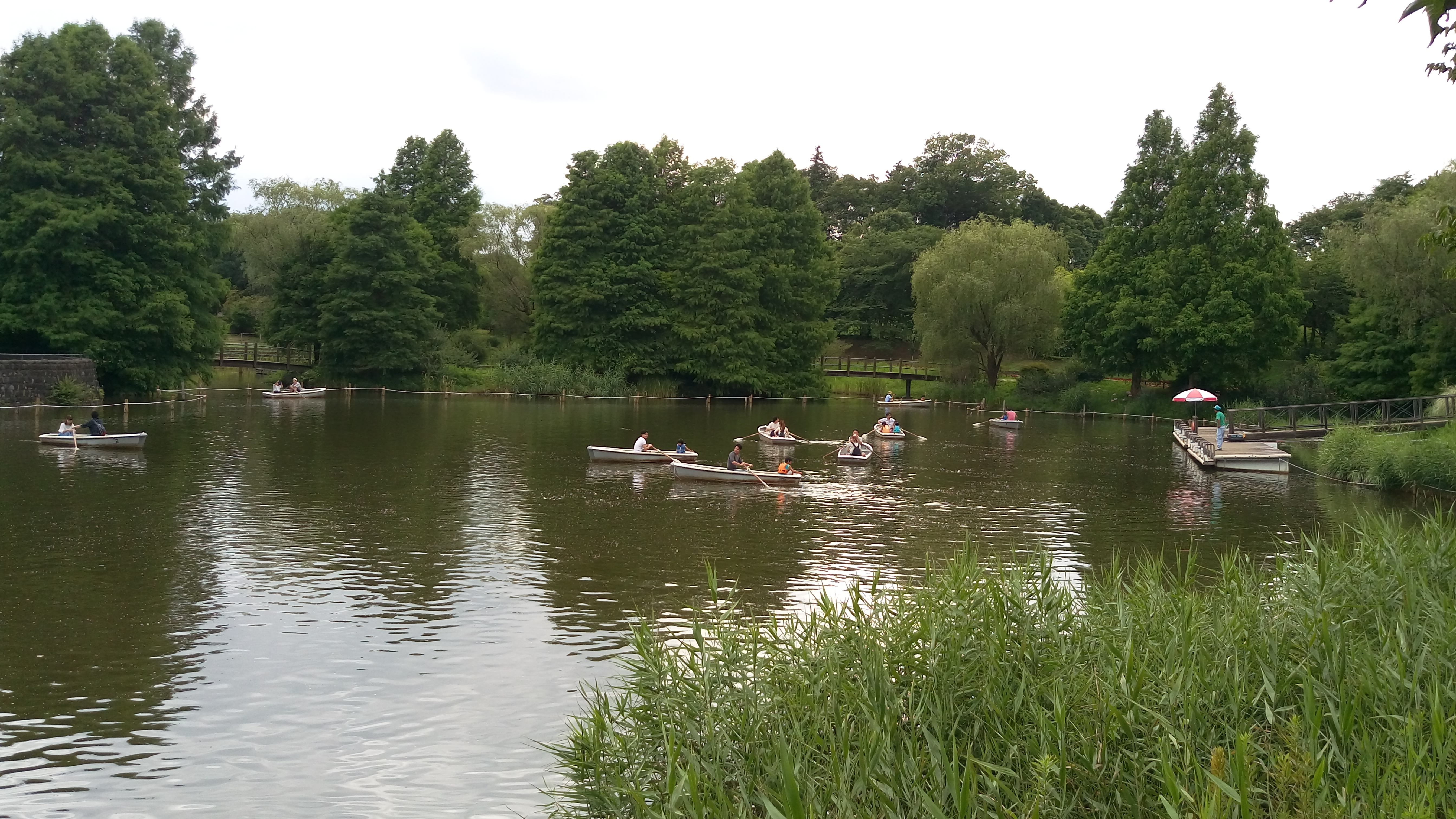
童話之丘區的划船區
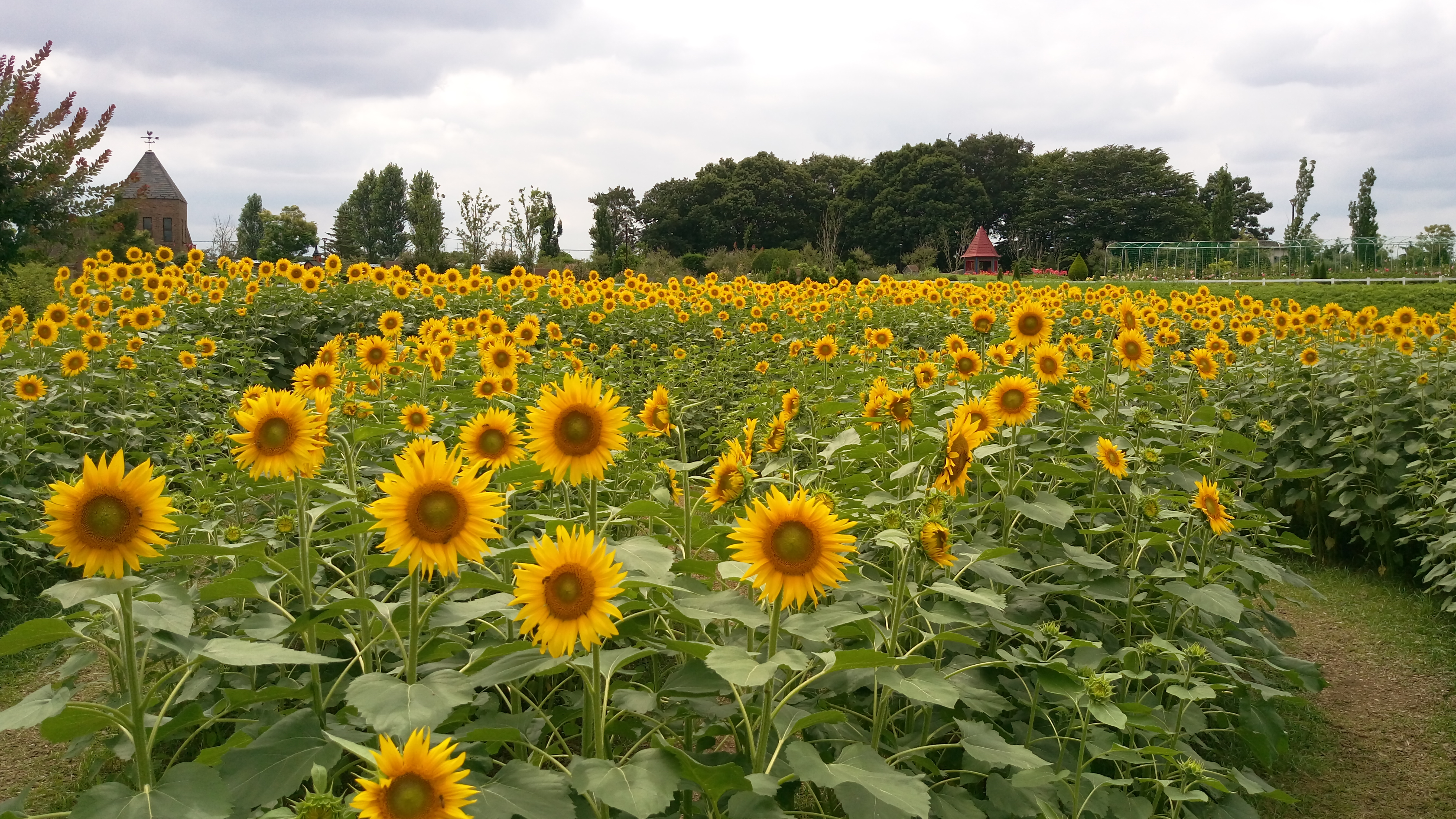
童話之丘區的向日葵花園
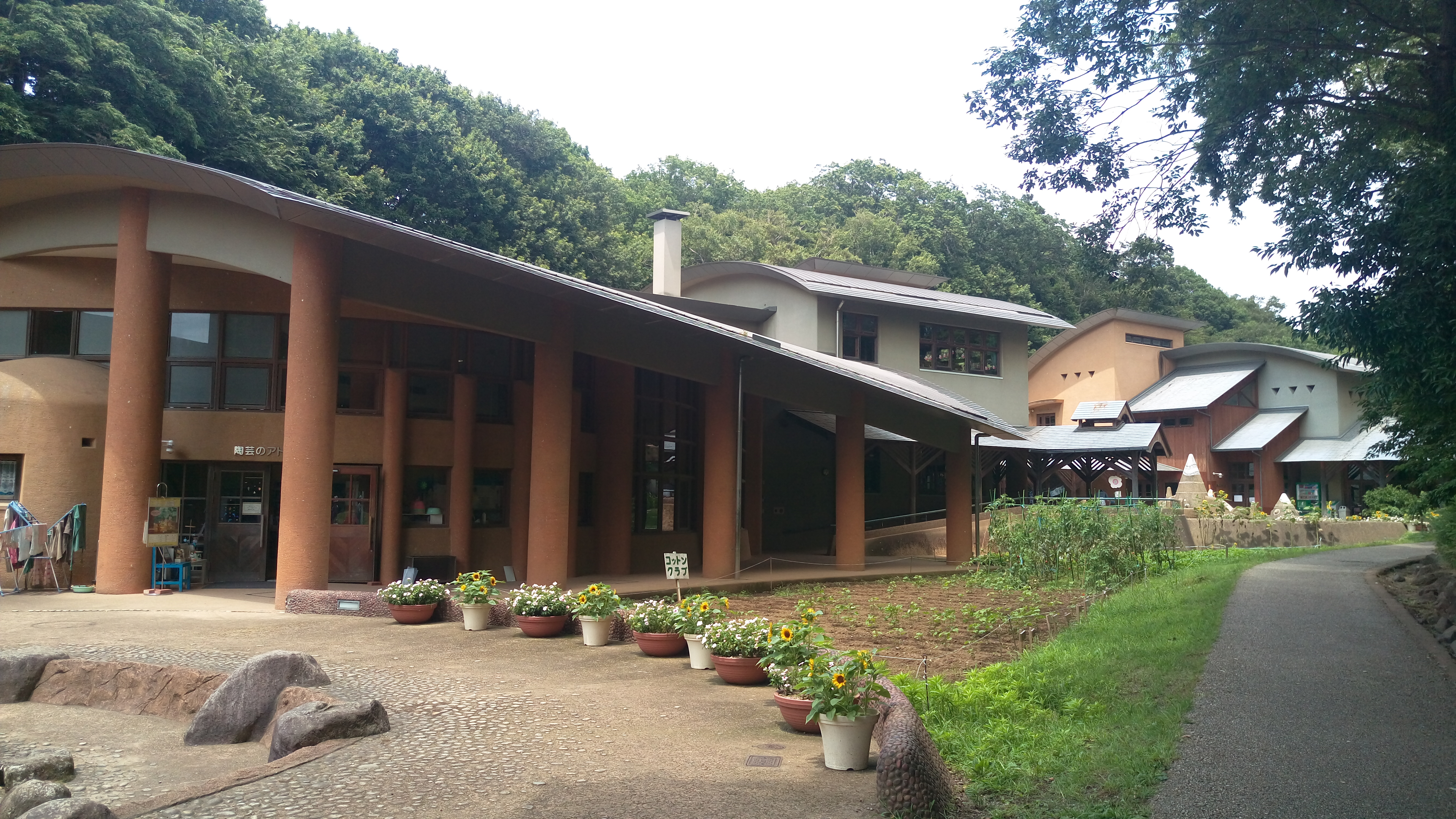
兒童美術館區的各工作室
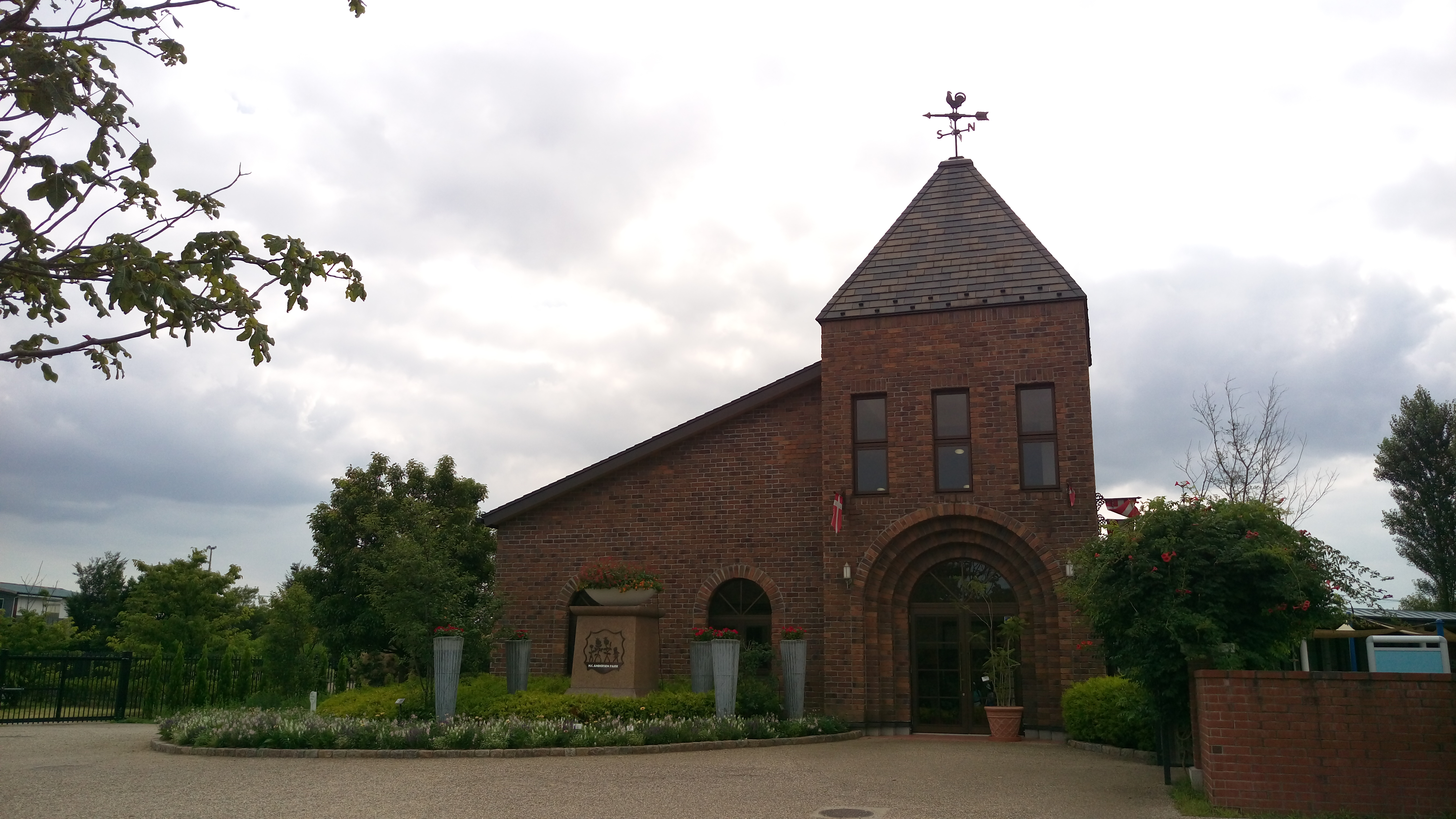
花之城區的休息屋

## 外部連結
- （日語） 船橋安徒生公園官方網頁 （页面存档备份，存于）
- （日語） 船橋安徒生公園的Facebook專頁